# Вежбно (гмина)
Вежбно (пол. Wierzbno) — сельская гмина (уезд) в Польше, входит как административная единица в Венгрувский повет, Мазовецкое воеводство. Население — 3189 человек (на 2004 год).

## Демография
| Перепись                       | Всего   | Всего | Женщины | Женщины | Мужчины | Мужчины |
| ------------------------------ | ------- | ----- | ------- | ------- | ------- | ------- |
| Единицы                        | человек | %     | человек | %       | человек | %       |
| Население                      | 3189    | 100   | 1546    | 48,5    | 1643    | 51,5    |
| Плотность населения (чел./км²) | 30,9    | 30,9  | 15      | 15      | 15,9    | 15,9    |

## Сельские округа
1. Адамув
2. Натолин
3. Бжезник
4. Церпента
5. Червонка
6. Червонка-Фольварк
7. Филипы
8. Хеленув
9. Янувек
10. Яворек
11. Юзефы
12. Карчевец
13. Казимежув
14. Кошевница
15. Крыпы
16. Ляс-Яворски
17. Майдан
18. Надзея
19. Ожехув
20. Оссувно
21. Ромбеж
22. Скаржын
23. Собонь
24. Стары-Двур
25. Струпехув
26. Сульки
27. Свидно
28. Вонсоше
29. Вежбно
30. Вулька
31. Вычулки
32. Выглендувек

## Поселения
1. Эмин
2. Качи-Дул
3. Люцынувка
4. Павлувка-Гаювка
5. Пшече
6. Ситаже
7. Выжики

## Соседние гмины
1. Гмина Добре
2. Гмина Грембкув
3. Гмина Калушин
4. Гмина Корытница
5. Гмина Лив